# 箕應山朋恭
箕應山 朋恭（きおうざん ともゆき、1980年4月17日 - ）は、大阪府箕面市出身で尾車部屋（入門時は押尾川部屋）所属の元大相撲力士。身長181.5cm・体重125.5kg。血液型AB型。突き押し相撲を得意とし、色黒で精悍な容貌であるなどの共通点が武双山（現・藤島親方）を彷彿とさせ、また箕應山本人も、相撲雑誌のインタビュー記事で目標の力士として武双山を挙げていた。愛称は四股名から「きーちゃん（キーチャン）」など。本名は、築田 朋恭（つくだ ともゆき）。

## 来歴
- 小学生の頃、実家近くで体の大きさを見込まれて押尾川部屋の後援者に声を掛けられ、何度か大阪場所宿舎に見学に行くうちに力士を志すようになる。
- 箕面三中在学時はバスケットボール部に所属。入門前には一時期大阪府交野市の古市道場にも通っていた。
- 入門時から本名の苗字「築田」のままであった四股名を2001年7月場所から改名。出身地である「箕面市」、また同市の神社・牧落八幡宮で祀られている「應神天皇」から一字ずつをとって、「箕應山」と命名された。
- 主に大至の付き人を務め、大至は引退後も、自身のブログで箕應山について触れるなど絆は深い。
- 師匠であった押尾川親方（元 大麒麟）が停年前の2005年3月に部屋を閉じたのに伴い、同部屋の多くの力士とともに2005年4月に尾車部屋へ移籍した。
- 引退後の2010年8月、女流落語家である三遊亭藍馬と結婚。現在は２児の父である。

## 略歴
- 1996年3月場所 - 前相撲
- 1996年5月場所 - 序ノ口
- 1996年11月場所 - 序二段
- 1998年11月場所 - 三段目
- 2001年11月場所 - 幕下
- 2009年9月場所限りで事実上の引退（番付上は11月場所）

## 生涯成績
- 通算成績:287勝261敗26休（82場所）
- 自己最高位幕下 東27枚目

## 受賞歴
- 2007年3月場所 三段目優勝（7戦全勝）

## エピソード
- 2007年3月場所千秋楽、三段目優勝をかけて同部屋の弟弟子、光風との決定戦に挑み、押し出しで勝利。大阪府箕面市出身なので、まさに「故郷に錦」を飾ることができた。